# 小行星7185
小行星7185（英語：7185）是一颗围绕太阳公转的小行星。1991年11月4日，上田清二、金田宏在钏路市发现了此天体。
这颗小行星的绝对星等为137.93267378073等。